# دون ويلسون
دون ويلسون (بالإنجليزية: Don Wilson)‏، من مواليد 10 سبتمبر 1954م، وهو ممثل أمريكي وملاكم سابق، نشأ دون ويلسون من أب أمريكي وأم يابانية.

## وصلات خارجية
- دون ويلسون على موقع بوكس ريك (الإنجليزية) (registration required)

- Don "The Dragon" Wilson Interview on WorldKickboxing.Net
- دون ويلسون على موقع IMDb (الإنجليزية)
- دون ويلسون على موقع ألو سيني (الفرنسية)
- دون ويلسون على موقع أول موفي (الإنجليزية)
- دون ويلسون على موقع قاعدة بيانات الأفلام السويدية (السويدية)
- دون ويلسون على موقع قاعدة بيانات الفيلم (الإنجليزية)
- دون ويلسون على موقع كينوبويسك (الروسية)
- Don "The Dragon" Wilson Official site
- Don "The Dragon" Wilson Wilson's Site On IKF
- Interview with Don "The Dragon Wilson"